# 新加坡杜莎夫人蜡像馆
新加坡杜莎夫人蜡像馆（英語：Madame Tussauds, Singapore），是位于新加坡圣淘沙的一个蜡像馆，是属于杜莎夫人蜡像馆旗下的分馆。

## 历史
于2014年10月25日开馆，是亚洲地区第七家场馆。美国流行歌手凯蒂·佩里也拥有一尊蜡像并出席了开幕仪式。

## 蠟像
該蠟像展覽館展出了許多知名政治人物、超級巨星、體育名人等的蠟像，包括尤索夫·伊薩、蘇卡諾、李光耀、大衛·貝克漢、沙魯克·汗、強尼·戴普與嘎嘎小姐。2015年，展覽館增添了新加坡航空的標誌性空服員「新航女孩」的蠟像，該蠟像以空服員努爾·蘇麗雅為藍本，是第二尊以此標誌形象製作的蠟像。次年，印度總理納倫德拉·莫迪的蠟像亦被新增展出。

## 票价
以下票价准确于2025年7月底：
- 成人44新加坡元
- 3－12岁儿童32新加坡元
- 0－3岁儿童免费